# Great Northwest Athletic Conference
La Great Northwest Athletic Conference (Conférence athlétique du Grand Nord-Ouest en français ; abréviation : GNAC) est une conférence athlétique de la Division II de la National Collegiate Athletic Association. Elle est la seule conférence dont un membre est à l'extérieur des États-Unis.

## Membres

### Membres formels
| Université                              | Lieu                                  | Établissement | Inscription | Surnom             | Couleurs | Membre depuis |
| --------------------------------------- | ------------------------------------- | ------------- | ----------- | ------------------ | -------- | ------------- |
| Université de l'Alaska à Fairbanks      | Fairbanks, Alaska                     | 1917          | 9380        | Nanooks (en)       |          | 2001          |
| Université de l'Alaska à Anchorage      | Anchorage, Alaska                     | 1954          | 16242       | Seawolves          |          | 2001          |
| Université du Centre de Washington      | Ellensburg, Washington                | 1891          | 10145       | Wildcats (en)      |          | 2001          |
| Université d'État du Montana à Billings | Billings, Montana                     | 1927          | 4600        | Yellowjackets (en) |          | 2007          |
| Université Nazarene du Nord-Ouest       | Nampa, Idaho                          | 1913          | 1630        | Nighthawks (en)    |          | 2001          |
| Université Saint-Martin's               | Lacey, Washington                     | 1895          | 1628        | Saints (en)        |          | 2001          |
| Université Seattle Pacific              | Seattle, Washington                   | 1891          | 3773        | Falcons (en)       |          | 2001          |
| Université Simon Fraser                 | Burnaby, Colombie-Britannique, Canada | 1965          | 35604       | Red Leafs          |          | 2010          |
| Université de l'Ouest de l'Oregon       | Monmouth, Oregon                      | 1856          | 6233        | Wolves (en)        |          | 2001          |
| Université de l'Ouest de Washington     | Bellingham, Washington                | 1893          | 13070       | Vikings (en)       |          | 2001          |

### Membres associés
| Université                                               | Lieu                     | Établissement | Inscription | Surnom           | Couleurs | Membre depuis | Sport(s)          | Conférence principale |
| -------------------------------------------------------- | ------------------------ | ------------- | ----------- | ---------------- | -------- | ------------- | ----------------- | --------------------- |
| Université d'État polytechnique de Californie à Humboldt | Arcata, Californie       | 1913          | 6 983       | Lumberjacks (en) |          | 2019          | Aviron féminin    | CCAA                  |
| Université du Centre de l'Oklahoma                       | Edmond, Oklahoma         | 1890          | 16 910      | Bronchos (en)    |          | 2019          | Aviron féminin    | CCAA                  |
| Université de Marie                                      | Bismarck, Dakota du Nord | 1959          | 2 910       | Marauders (en)   |          | 2012          | Football masculin | NSIC                  |

### Anciens membres formels
| Université                       | Lieu                | Établissement | Surnom           | Adhésion | Retrait | Conférence actuelle |
| -------------------------------- | ------------------- | ------------- | ---------------- | -------- | ------- | ------------------- |
| Université Concordia de Portland | Portland, Oregon    | 1905          | Cavaliers        | 2015     | 2020    | Fermé en 2020       |
| Université d'État de Humboldt    | Arcata, Californie  | 1913          | Lumberjacks (en) | 2001     | 2006    | CCAA                |
| Université de Seattle            | Seattle, Washington | 1891          | Redhawks (en)    | 2001     | 2008    | WCC (Division I)    |

1. ↑  Connue sous le nom de l'université d'État polytechnique de Californie à Humboldt (en anglais : California Polytechnic State University, Humboldt) depuis le 26 janvier 2022.

### Anciens membres associés
| Université                                            | Lieu                       | Établissement | Surnom           | Adhésion                                   | Retrait                                    | Sport(s)                         | Conférence principale                  |
| ----------------------------------------------------- | -------------------------- | ------------- | ---------------- | ------------------------------------------ | ------------------------------------------ | -------------------------------- | -------------------------------------- |
| Université Azusa Pacific                              | Azusa, Californie          | 1899          | Cougars (en)     | 2012                                       | 2020                                       | Football américain               | PacWest (SCIAC, Div. III en 2026)      |
| Université d'État de Dixie                            | St. George, Utah           | 1911          | Red Storm (en)   | 2008                                       | 2016                                       | Football américain               | WAC (Div. I) (Big Sky, Div. I en 2026) |
| Université d'État de Humboldt                         | Arcata, Californie         | 1913          | Lumberjacks (en) | 2006                                       | 2018                                       | Football américain               | CCAA                                   |
| Université des Sioux Falls                            | Sioux Falls, Dakota du Sud | 1883          | Cougars (en)     | 2012                                       | 2013                                       | Football (M)                     | NSIC                                   |
| Université de Marie                                   | Bismarck, Dakota du Nord   | 1959          | Marauders (en)   | 2012                                       | 2014                                       | Football (M)                     | NSIC                                   |
| École des Mines et de la Technologie du Dakota du Sud | Rapid City, Dakota du Sud  | 1885          | Hardrockers (en) | 2013 (Football); 2014 (Football américain) | 2015 (Football); 2016 (Football américain) | Football; football américain (M) | RMAC                                   |

1. ↑  Azusa Pacific a fermé son équipe de football américain après la saison 2020. Le football américain sera rétabli en 2026.
2. ↑  Le nom de l'université a changé pour Utah Tech University (Université technologique de l'Utah) le 1er juillet 2022.
3. ↑  Trailblazers depuis 2016.
4. ↑  Connue sous le nom de l'université d'État polytechnique de Californie à Humboldt (en anglais : California Polytechnic State University, Humboldt) depuis le 26 janvier 2022.
5. ↑  Humboldt State (État de Humboldt) a fermé son équipe de football américain après la saison 2018.